# 洛氏槳鰭麗魚
洛氏槳鰭麗魚，為輻鰭魚綱鱸形目隆頭魚亞目慈鯛科的其中一種，分布於非洲馬拉威湖流域，體長可達13.5公分，棲息在中底層水域，生活習性不明。